# خطوط هونغ كونغ الجوية
خطوط هونغ كونغ الجوية (بالصينية: 香港航空有限公司)، هي شركة طيران يقع مقرها في جزيرة لانتاو، هونغ كونغ، ومركزها مطار هونغ كونغ الدولي.

## الوجهات

### اتفاقيات الرمز المشترك
لدى خطوط هونغ كونغ الجوية اتفاقيات الرمز المشترك مع الشركات التالية:
- طيران أستانا
- طيران الهند
- طيران موريشيوس
- خطوط آسيانا الجوية
- طيران بانكوك
- خطوط شرق الصين الجوية
- إل عال[2]
- الاتحاد للطيران
- إيفا للطيران
- خطوط فيجي الجوية[3]
- غارودا إندونيسيا
- Grand China Air
- خطوط هاينان الجوية
- الخطوط الجوية الكينية
- خطوط رويال بروناي الجوية
- خطوط شانغهاي الجوية
- خطوط جنوب أفريقيا الجوية
- الخطوط الجوية التركية
- خطوط فيرجن أستراليا الجوية[4]

## الأسطول

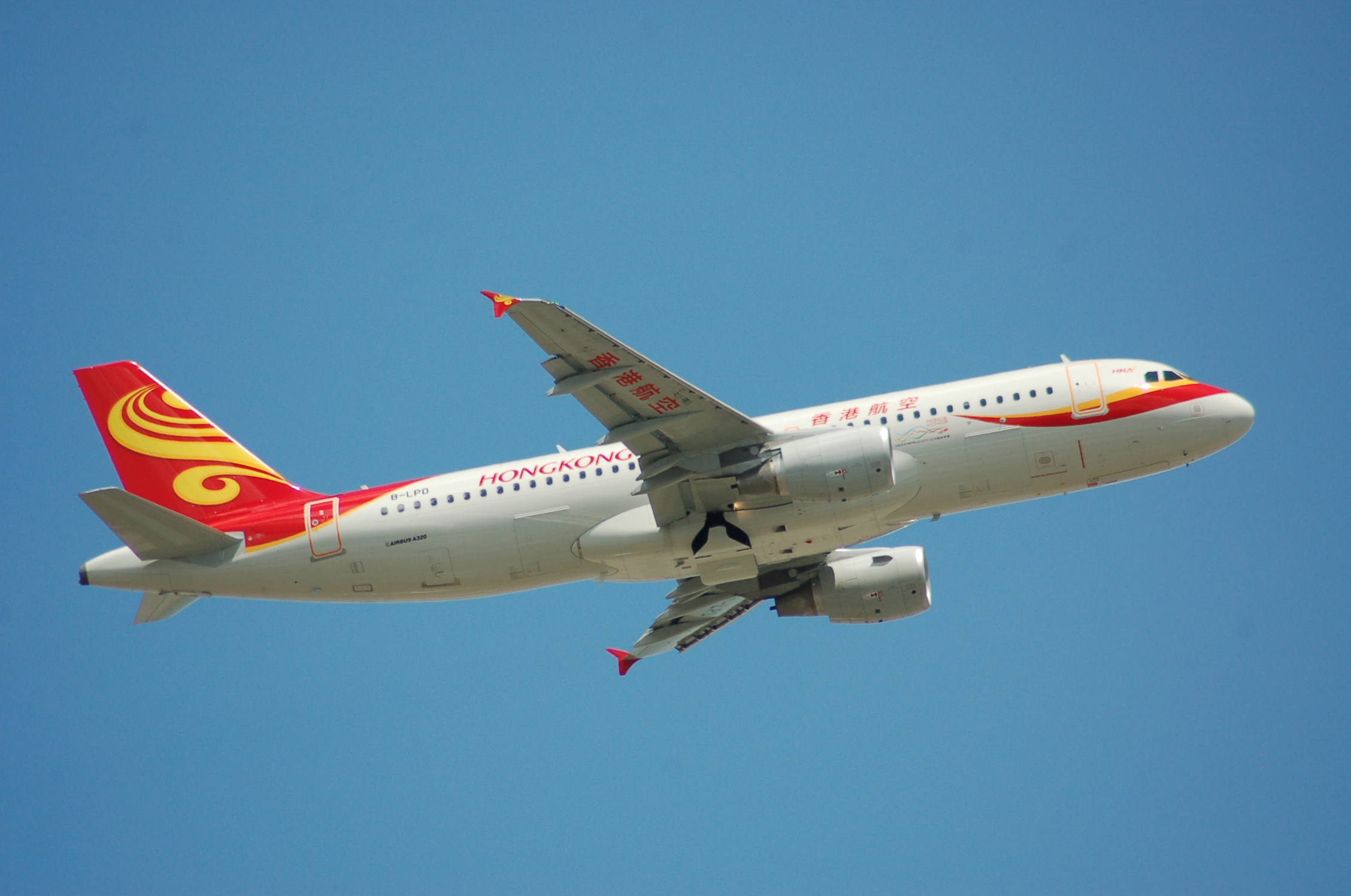
طائرة إيرباص إيه 320 تابعة للشركة مطلية بالطلاء القديم

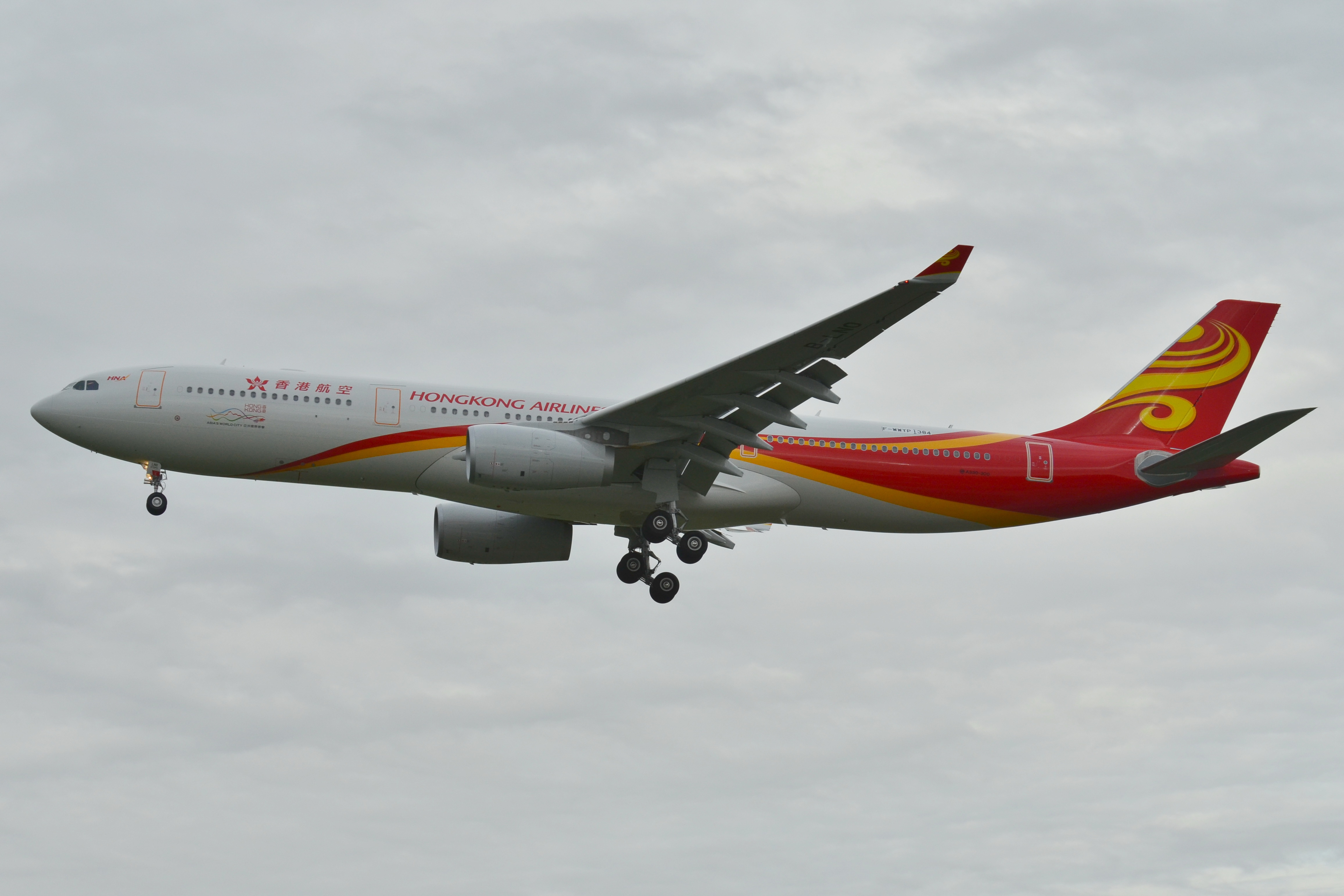
طائرة إيرباص إيه 330 تابعة للشركة

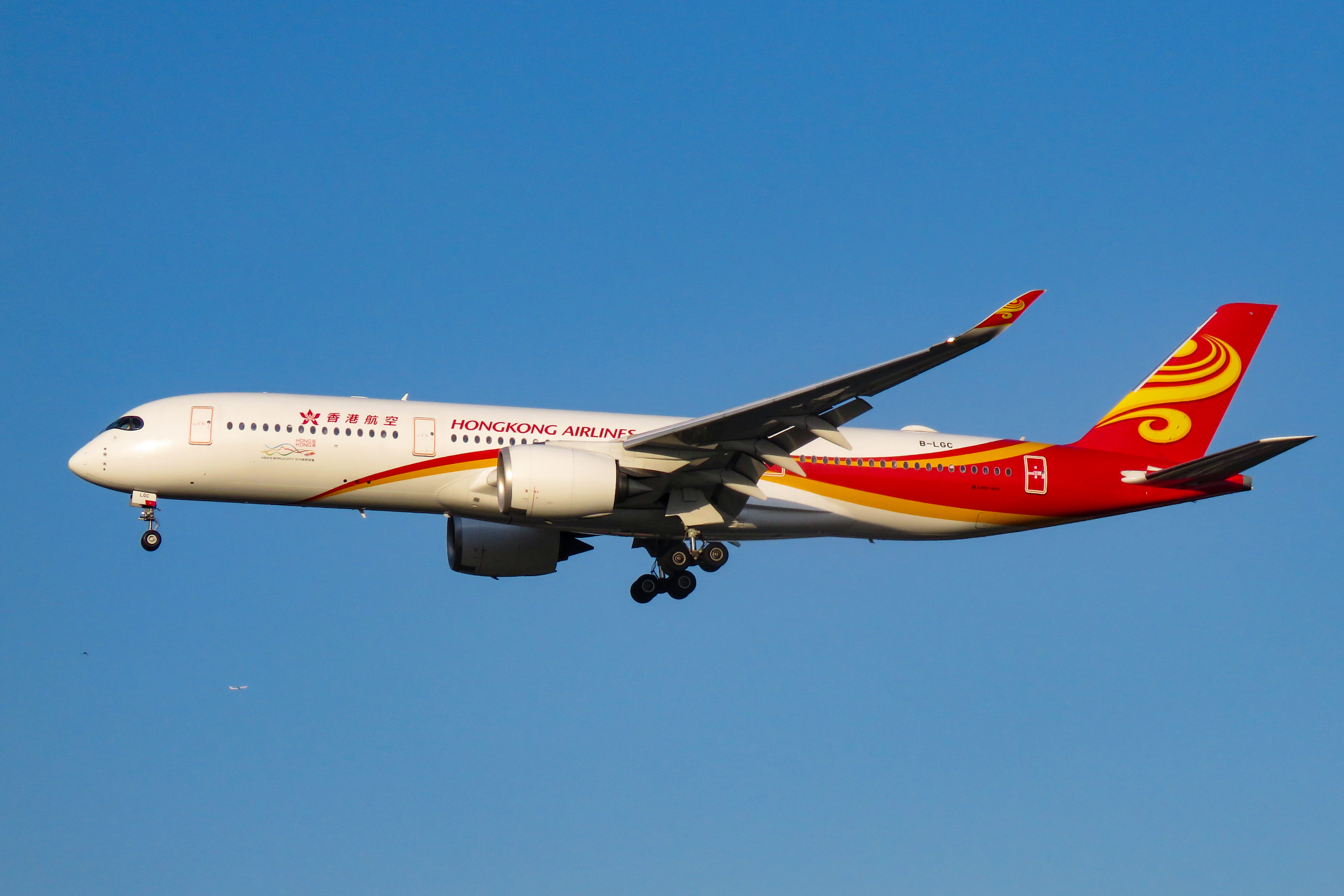
طائرة إيرباص إيه 350 تابعة للشركة

### الأسطول الحالي
اعتبارًا من نوفمبر 2022، تشغل خطوط هونغ كونغ الجوية أسطولًا من طائرات إيرباص يتكون من الطائرات التالية.
| الطائرة        | في الخدمة | مطلوبة | الركاب | الركاب | الركاب  | ملاحظات    |
| الطائرة        | في الخدمة | مطلوبة | C      | Y      | المجموع | ملاحظات    |
| -------------- | --------- | ------ | ------ | ------ | ------- | ---------- |
| إيرباص إيه 320 | 12        | —      | 8      | 144    | 152     |            |
| إيرباص إيه 320 | 12        | —      | —      | 174    | 174     |            |
| إيرباص إيه 330 | 9         | —      | 24     | 259    | 283     |            |
| إيرباص إيه 330 | 9         | —      | 18     | 246    | 264     |            |
| إيرباص إيه 330 | 6         | —      | 32     | 260    | 292     |            |
| إيرباص إيه 330 | 6         | —      | 30     | 255    | 285     |            |
| إيرباص إيه 350 | 2         | —      | 33     | 301    | 334     | في المخزن. |
| أسطول الشحن    |           |        |        |        |         |            |
| إيرباص إيه 330 | 5         | —      | شحن    | شحن    | شحن     |            |
| المجموع        | 34        | —      |        |        |         |            |

### الأسطول التاريخي
شغلت خطوط هونغ كونغ الجوية سابقا الطائرات التالية:
| الطارة                       | أدخلت | سحبت |
| ---------------------------- | ----- | ---- |
| بوينغ 737 كلاسيك             | 2010  | 2012 |
| بوينغ 737 الجيل القادم       | 2006  | 2013 |
| بومباردييه سي آر جيه 100/200 | 2006  | 2007 |
| بومباردييه سي آر جيه 700     | 2006  | 2008 |